# Jemenská občanská válka (2014–současnost)
Jemenská občanská válka (arabsky الحرب الأهلية اليمنية‎) je probíhající konflikt mezi vládními silami a hútijskou armádou a jejich spojenci. Válka začala v září 2014, kdy Hútijští povstalci dobyli hlavní město Jemenu Saná. 21. března 2015 se do konfliktu na straně vlády přidala Saúdská Arábie. Na straně Saúdů a vlády bojují také Spojené arabské emiráty, Súdán, Maroko a Egypt, podporovaní NATO. Povstalce naopak podporuje Írán, Sýrie a Hizballáh.
V roce 2018 však jižní separatisté, podporovaní UAE, obsadili Aden a dodnes jej drží. V Jemenu rovněž působí teroristické organizace jako Al-Káida nebo Islámský stát. Tyto organizace bojují proti prakticky všem stranám, jejich hlavním nepřítelem jsou však Hútíové a s Araby často spolupracují.
Ve válce zpočátku drtivě vyhrávali Hútíové, intervence arabských zemí však znamenala zásadní obrat. Od roku 2019 se však v důsledku nesoudržnosti koalice opět štěstí přiklání spíše k povstalcům. 18. ledna 2020 zahájili maribskou ofenzívu, největší operaci celé války. V letech 2020 a 2022 provedli svou ofenzívu rovněž jižní separatisté, kteří ovládli v roce 2020 většinu guvernorátu Lahij a jižní část guvernorátu Hadramaut (včetně Sokotry) a v roce 2022 většinu guvernorátorů Šabwah a Abyan.
Od roku 2014 připravila válka o život téměř 400 000 Jemenců. V důsledku vojenského konfliktu a blokády ze strany Saúdské Arábie postihl zemi hladomor, který si vyžádal životy více než 85 000 jemenských dětí.